# Encesa del motor

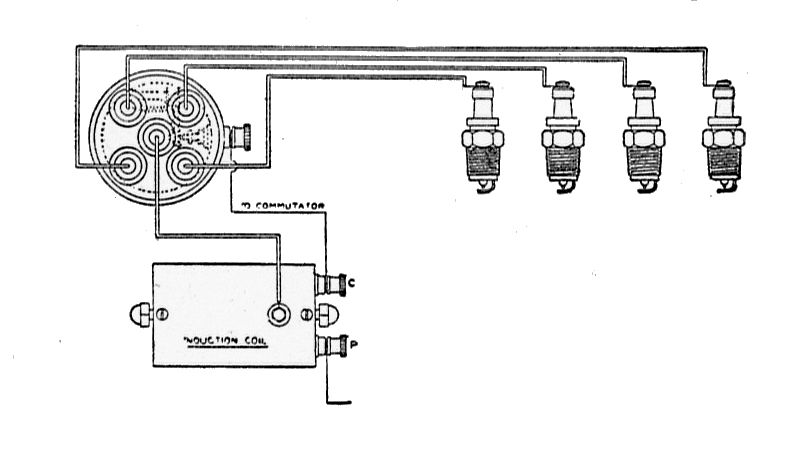
esquema d'un encès clàssic per a quatre cilindres de la primera època de l'automòbil

L ' encesa del motor  és un sistema de producció i distribució, en el cas de més d'un cilindre, de l'espurna d'alta tensió necessària en la bugia per a produir l'explosió provocada en els motors de benzina (cicle Otto) ja siguin de 2 o de 4 temps (2T i 4T)

## Constitució
El sistema consta en essència de:
- Bobina d'encesa inductiva d'alta tensió, amb circuit primari i secundari
- Dispositiu d'interrupció del primari en sincronisme amb el cicle del/s cilindre/s
- Dispositiu de connexió i de distribució del corrent d'alta tensió del secundari a la (les) Bugia (es)
- Bugia (es)

## Funcionament

Sistema d'encesa clàssic per platins (ruptor) i distribuïdor, d'un motor de 4 cilindres

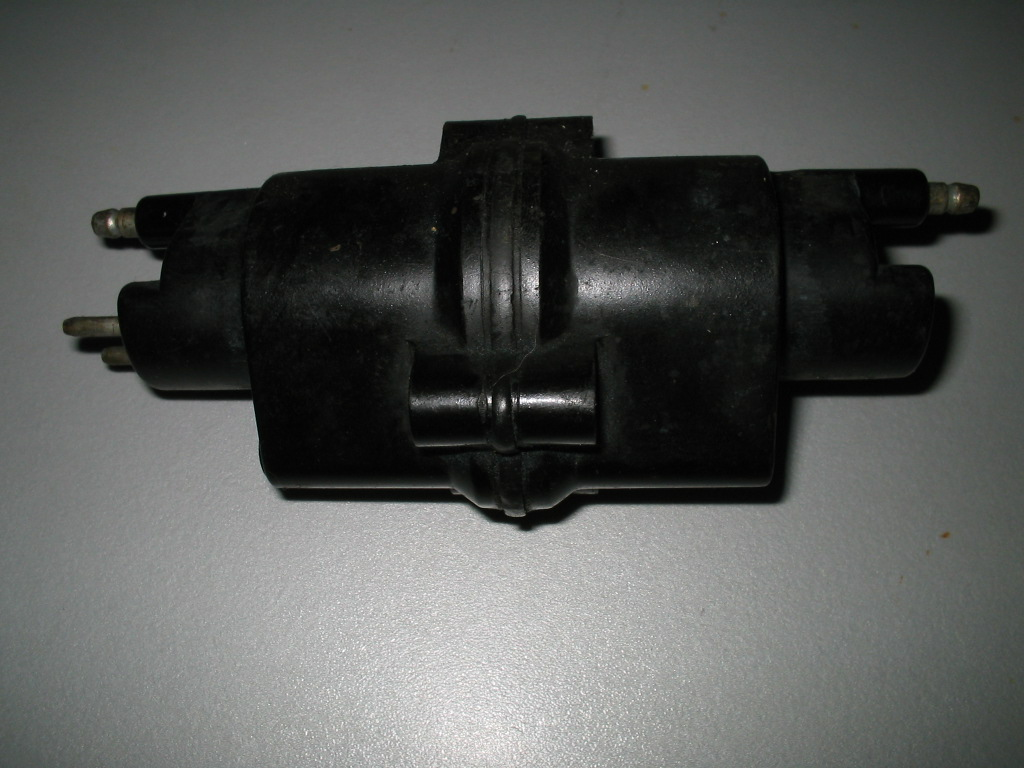
bobina doble, de "espurna perduda", d'un Citroën 2CV

- Bobina: és un transformador inductiu amb nucli de ferro i dos debanats, un de poques espires alimentat amb el voltatge de bateria (12V) des del contacte o primari, i un altre paral·lel amb 1000 vegades més espires, anomenat secundari, genera en el debanament secundari un corrent d'alta tensió, en aquest cas 12.000 V, quan s'interromp bruscament el circuit del primari.
- Dispositiu d'interrupció del primari: antigament mecànic, els anomenats "platins" o ruptor, ha estat gradualment substituït per dispositius electrònics, essencialment transistors de potència amb sincronització electrònica mitjançant sensors en parts mòbils del motor.

esquema funció bobina: A encesa clàssic per ruptor, B encesa electrònica. Lp primari, Ls secundari, S ruptor, C condensador T transistor de comandament del primari

- Dispositiu de distribució del corrent d'alta a les bugies: es feia antigament de forma mecànica mitjançant el Distribuïdor, avui dia es fa de forma estàtica, ja que s'agrupen les bugies per parelles en els cilindres els pistons treballen paral·lels, és a dir amb un desfasament de 360° en els seus cicles, i últimament fins i tot acoblant una bobina per bugia, distribuint únicament la funció de tall del primari des de la unitat electrònica de control o de comandament (calculador de la gestió motor)
- A la (les) bugias es produeix entre els seus elèctrodes, dins de la cambra de combustió, un arc de plasma d'uns 2 ms de durada, que encén la barreja prèviament comprimida, generant un augment de pressió considerable el qual s'aprofita en la carrera útil de treball del pistó.

## Possibles avaries
Les degudes a problemes mecànics del sistema, com desajust del ruptor o platins, o del distribuïdor del motor avui dia desapareguts amb l'encesa electrònica integral.
Les degudes a problemes elèctrics, com interrupcions o curtcircuits en la bobina.
Les degudes a desajustos de l'avanç, com la Detonació (motor alternatiu).